# Wolfgang Schlichtinger
Wolfgang Schlichtinger (auch Karl Borromäus Schlichtinger) (* 9. August 1745 in Altpölla; † 23. Dezember 1830 in Zalaapáti im Komitat Zala) war ein österreichischer katholischer Geistlicher.

## Leben
Wolfgang Schlichtinger wurde als Sohn eines Schusters und Dorfrichters geboren.
Nach dem Besuch des Jesuitengymnasiums (heute: Bundesgymnasium und Bundesrealgymnasium Krems) in Krems leistete er 1765 die Profeß im Stift Göttweig und studierte bis zu seinem Baccalaureatsabschluss 1768 Philosophie und Theologie bei den Benediktinern im Stift Göttweig und an der Universität Wien.
Nach seiner Priesterweihe und Primiz 1770 lehrte er an der Göttweiger Hauslehranstalt spekulative Theologie und übte von 1771 bis 1777 das Amt eines Kustos aus. 1778 wurde er Kooperator in Mautern an der Donau. 
1780 begann er als Hofmeister am Göttweiger Hof (stiftlicher Freihof) in Wien und ging 1785 als Pfarrvikar nach Pfaffendorf. Ab 1790 war er in Mühlbach am Manhartsberg tätig. 1797 wurde er Prior unter Abt Anselm Feldhorn (1738–1798) und 1806 Senior; in dieser Zeit wurde er 1801 als Abt in die St. Adrian-Abtei nach Zalaapáti entsandt, die 1775 von Zalavár dorthin verlegt worden war. 1802 wurde er als Abt geweiht. Seine dortige Tätigkeit war von den Unabhängigkeitsbestrebungen des ungarischen Klosters vom Göttweiger Mutterhaus gekennzeichnet, hierbei stellte er sich gegen diese Bestrebungen der ungarischen Nationalversammlung. Im organisatorischen und rechtlichen Konflikt taktierend erwirkte er, dass Zalavár das Marktrecht erhielt. Erst nach seinem Tod erlangte Zalaapáti die endgültige Selbständigkeit von Göttweig.

## Schriften (Auswahl)
- De actionibus humanis et earum fine ultimo. 1769.
- Assertiones theologicae de Incarnatione Verbi Divini. 1769.
- Zum Tod des Abtes Anselm Feldhorn. 1798.